# 上島村 (熊本県)
上島村（うえじまむら）は、熊本県の中部、上益城郡にかつてあった村である。

## 歴史
- 1889年4月1日 - 町村制が施行。単独村政として上島村が発足。
- 1905年10月1日 - 大川村と合併し大島村となる。